# Rohtas
El fort de Rohtas —قلعہ روہتاس Qila Rohtas (urdú) — és un antic fort construïda per Sher Shah Suri al districte de Jhelum, Panjab (Pakistan), a 32° 55′ N, 73° 48′ E / 32.917°N,73.800°E a uns 15 km al nord-oest de Jhelum a la gola del torrent Kahan a les muntanyes Tilla. Sher Shah la va construir el 1542 per vigilar i controlar als gakhars, aliats de l'enderrocat emperador Humayun. Va rebre el nom pel fort de Rohtas (Rohtasgarh) a Bihar i escenari d'una de les victòries de Sher Shah. Hi ha una població del mateix nom a la rodalia. Fou declarada Patrimoni de la Humanitat el 1997.